# Карлос Гарсія Бадіас
Карлос Гарсія Бадіас (ісп. Carlos García Badías, нар. 29 квітня 1984, Барселона) — іспанський футболіст, що грав на позиції захисника.

## Клубна кар'єра
Народився 29 квітня 1984 року в місті Барселона. Вихованець футбольної школи клубу «Еспаньйол». З початку 2012 року виступав за дубль каталонського клубу у Сегунді Б.
Дебютував за першу команду «Еспаньйола» 5 жовтня 2003 року, в матчі Ла Ліги проти клубу «Реал Мадрид», де провів весь матч, на 27-й хвилині отримав жовту карточку. Проте всього за сезон Карлос зіграв за клуб лише три матчі в чемпіонаті і один в кубку, не закріпившись в основній команді. Через це протягом сезону 2004/05 років захищав кольори команди «Полідепортіво» у Сегунді.
Влітку 2005 року уклав контракт з клубом «Альмерія», у складі якого провів наступні чотири роки своєї кар'єри гравця. Всього зіграв за «Альмерію» в усіх турнірах 208 матчів і забив 1 гол. Єдиний гол за клуб забив 23 січня 2011 року в матчі Сегунди проти клубу «Осасуна» (3:2) на 8-й хвилині. На сезон 2009/10 був відданий в оренду в клуб «Реал Бетіс». Дебютував за команду 29 серпня 2009 року у матчі Сегунди проти клубу «Кордова», де зіграв весь матч.
Влітку 2012 року перейшов в клуб «Маккабі» з Тель-Авіва. Дебютував за ізраїльський клуб 27 серпня 2012 року в матчі чемпіонату проти клубу «Маккабі» (Хайфа), зіграв весь матч. Забив перший гол 26 січня 2014 року в матчі чемпіонату проти клубу «Хапоель» (Рамат-ха-Шарон) на 53-й хвилині. Дебютував у єврокубках 18 липня 2013 року в матчі проти угорського клубу Дьйор, зіграв весь матч. Відіграв за тель-авівську команду 84 матчі в національному чемпіонаті і виграв у її складі три чемпіонати Ізраїлю та по одному національному кубку та кубку ліги.
2016 року уклав контракт з турецьким «Аланьяспором», за який відіграв 9 ігор, після чого наступного року оголосив про завершення кар'єри.

## Виступи за збірні
2000 року дебютував у складі юнацької збірної Іспанії. Наступного року у складі збірної до 16 років став Чемпіоном Європи 2001 року серед 16-річних взяв участь у 20 іграх на юнацькому рівні.
Протягом 2002–2006 років залучався до складу молодіжної збірної Іспанії. У складі збірної до 20 років 2003 року став віце-чемпіоном світу. На молодіжному рівні зіграв у 18 офіційних матчах.

## Титули і досягнення
- Чемпіон Ізраїлю (3):

«Маккабі» (Хайфа): 2012-13, 2013-14, 2014-15
- Володар Кубка Ізраїлю (1):

«Маккабі» (Хайфа): 2014-15
- Володар Кубка ізраїльської ліги (1):

«Маккабі» (Хайфа): 2014-15
Збірні
- Чемпіон Європи (U-16): 2001
- Переможець Середземноморських ігор: 2005